# Santuario del Saliente (Albox)
El santuario de Nuestra Señora del Buen Retiro de los Desamparados del Saliente es uno de los más importantes centros de peregrinación del sureste español. Se halla en el término municipal de Albox (Almería) y en él se alberga la conocida como Virgen del Saliente, imagen dieciochesca que goza de gran devoción popular en las comarcas próximas tanto de la provincia de Almería como de las cercanas.

## Historia
En 1681, Juan de Alcaina y de Martos, histórico alcalde de la Villa de Albox, funda la capillanía del Saliente a favor de Lázaro de Martos García-Verdelpino, sacerdote de Benitorafe, una pedanía del vecino municipio de Tahal, siendo párroco de Albox Roque Tendero.
Unos años más tarde, en 1686, el marqués de los Vélez autoriza la construcción de un oratorio para la Escuela de Cristo, en la localidad vecina de Purchena, que serviría de lugar de numerosos encuentros entre ambos sacerdotes.
La influencia de estos clérigos en la comarca después de que de Alcaina los nombrara albaceas testamentarios fue en aumento, de tal modo que tras solicitar licencia de construcción al obispo de la diócesis de Almería, Manuel de Santo Tomás, y serles esta concedida, comienzan la construcción de la primera ermita.

## El templo
El templo se construyó sobre la antigua ermita erigida en el poblamiento prehistórico de Monte Roel, un enclave privilegiado para los primeros asentamientos humanos, debido a su localización en la ruta histórica que llevaba de la comarca de los Vélez a la del Valle del Almanzora, la proximidad de manantial fácilmente accesible y a la protección que proporciona dominar el amplio valle circundante.
Fue Claudio Sanz y Torres, obispo de la diócesis de Almería, quien lo mandó construir en el año 1769 para albergar la legendaria imagen de la Virgen, dotándolo de carácter conventual.
Se trata de un edificio de grandes dimensiones, con una superficie aproximada de 2.500 metros cuadrados en el que, según la tradición, existen tantas puertas y ventanas como días tiene el año. 
La iglesia tiene planta de cruz con cabecera de triple ábside y una gran cúpula con pechinas sobre el altar mayor, presidido por una hornacina en la que se ubica la venerada imagen de la Virgen del Saliente.
En la actualidad su uso sigue siendo cotidiano, con funciones de iglesia, palacio episcopal y hospedería.

## La imagen
La imagen de Nuestra Señora del Buen Retiro de los Desamparados del Saliente es una talla barroca de pequeño tamaño (aproximadamente 60 centímetros desde la base de la corona al comienzo de la peana), tallada en madera de sabina (Juniperus sp.) y ricamente policromada. Se desconoce la fecha exacta de su creación, pero se supone que tuvo lugar iniciándose el siglo XVIII. 
Debido a su talla es conocida popular y cariñosamente como "La Pequeñica".
El conjunto escultórico, integrado por la imagen de la Virgen, dos ángeles, la luna y un dragón, es inusual para la época en la que se supone fue tallada, pues los detalles son típicos de la iconografía apocalíptica mariana, en contra de las tendencias escultóricas que primaban en el momento, claramente inmaculistas.
En 1987, el obispo de la Diócesis almeriense, Monseñor Casares Hervás inicia el proceso de coronación pontificia de la Virgen del Saliente, y algunos meses más tarde se recibe la Bula de Coronación, provocando una masiva reacción popular traducida en aportaciones de oro y donativos para materializar el Breve Pontificio y conseguir que se convirtiera en una realidad tangible que en la actualidad puede admirarse sobre la talla desde tan solo 14 meses después de la solicitud.
La corona fue realizada en talleres orfebres granadinos estudiando dibujos y pinturas anteriores a la desaparición de la anterior durante la guerra civil española, que databa de finales del siglo XIX, y otros de las creadas a la vez que la talla misma, a principios del XVIII. Se trata de una impresionante joya de oro en la que se engarzan diamantes en cada una de las 16 estrellas que culminan la diadema y esmeraldas y rubíes tanto en esta como en el canastillo de traza real. Los seis imperios que se elevan desde este son del mismo noble metal adornado con zafiros. Sobre el punto central de la diadema, alzándose sobre toda la obra, una cruz latina aporta la simbología religiosa a la materialización del fervor popular.

## La Romería
El día de la Virgen del Saliente viene celebrándose tradicionalmente el día 8 de septiembre, y es en la víspera, cuando se inicia la peregrinación al santuario.
Los romeros, desde diversos puntos de las comarcas vecinas comienzan su camino a pie o en vehículos de motor, ocupando estos el lugar que en otro tiempo fue destinado a las bestias de carga, mulas principalmente, que eran engalanadas para tal conmemoración dando a la fiesta un aire colorido y vistoso.
El fervor religioso se manifiesta en las actitudes que no pocos peregrinos adoptan para realizar la ruta: hacer el camino descalzos, de rodillas e incluso con personas imposibilitadas en brazos a favor de los cuales, normalmente, iban a parar los supuestos beneficios concedidos por la Virgen a los peregrinos bajo promesa.
Los donativos en metálico han ido sustituyendo a los que históricamente, se hacían en especie, normalmente alimentos que eran compartidos con pobres e indigentes que peregrinaban a El Saliente.
La ofrenda de albahaca es tradicional en esta peregrinación, si bien en tiempos más recientes, coloridas y variadas flores acompañan a la citada planta aromática tan común en esta región del sureste español.
En la actualidad, los actos religiosos comienzan con una novena a la virgen que tiene lugar con la anterioridad necesaria para ser terminada la víspera de la romería. Estos ejercicios de devoción tienen lugar alternando las dos parroquias albojenses, la de Santa María y la de La Concepción con el propio Santuario, para una vez finalizado el último de ellos, en la noche del 7 de septiembre, iniciar la andadura hacia el alto de El Saliente.
Una vez en la basílica, y antes de que amanezca el día de celebración, las misas de peregrinos se celebran de manera casi ininterrumpida hasta el mediodía, momento en el que tras el rezo del Ángelus, se procesiona la imagen coronada por el entorno del santuario, continuando las celebraciones litúrgicas una vez que es recogida la imagen, hasta últimas horas de la tarde.
El Santuario forma parte del Patrimonio Histórico Español, y por tanto del Andaluz, desde 1992, diez años antes de que la propia romería fuese incluida como Fiesta de Interés Turístico Nacional, en 2002.